# Pelplin

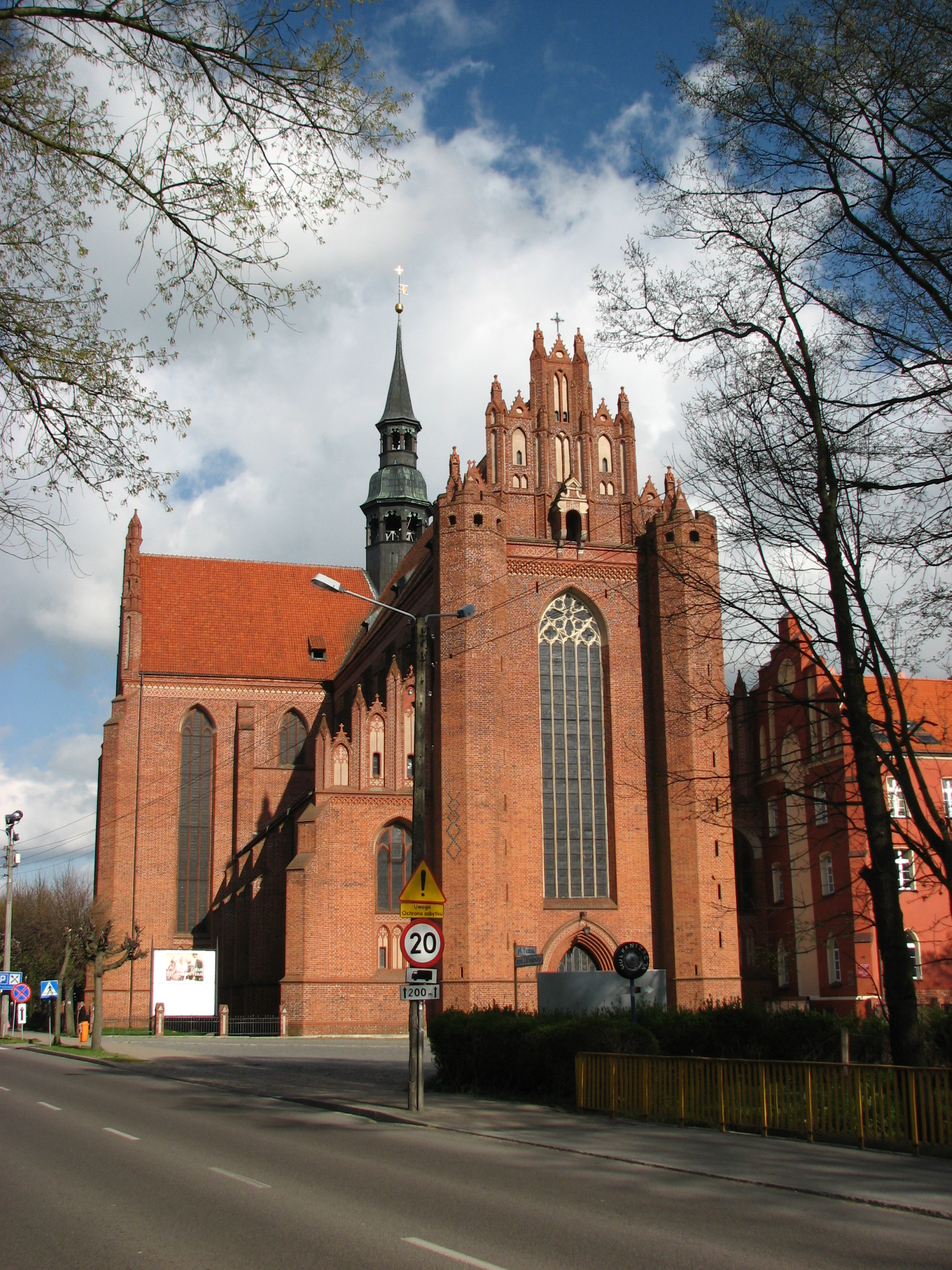

Pelplin (Duits: Pelplin) is een stad in het Poolse woiwodschap Pommeren, gelegen in de powiat Tczewski. De oppervlakte bedraagt 4,45 km², het inwonertal 8578 (2005).

## Verkeer en vervoer
- Station Pelplin